# Vijay Singh
Vijay Singh (født 22. februar 1963 i Lautoka, Fiji) er en fijiansk golfspiller, der igennem 1990'erne og 2000'erne har været blandt verdens mest stabile og succesfulde. 
Pr. september 2010 står Singh noteret for hele 58 sejre gennem sin professionelle karriere. Han har indtil videre vundet 3 Major-turneringer, US PGA Championship i 1998 og 2004, samt US Masters 2000.
Singh har hele 7 gange, i 1994, 1996, 1998, 2000, 2003, 2005 og 2007 repræsenteret Det internationale Hold ved Presidents Cup.